# Relació àrea-volum
La relació àrea de àrea-volum de vegades escrita com sa/vol o SA:V, és el cocient entre l'àrea superficial d'un objecte i el volum d'aquest objecte. La relació àrea-volum s'expressa en unitat de la inversa de la unitat de distància. Per exemple un cub els costats del qual fan a té una àrea superficial de 6a² i un volum d'a3. Per tant, la relació surfície-volum en el cas d'un cub és
{\displaystyle SA:V={\frac {6a^{2}}{a^{3}}}={\frac {6}{a}}}.
Per a una forma donada, SA:V és inversament proporcional a la seva mida. Un cub les arestes del qual medeixin 2 m té una relació sa/vol= 3 m−1, que és la meitat de la relació sa/vol que té un cub les arestes del qual, medeixin 1 m. En cas de voler mantenir la relació SA:V quan augmenta la mida cal adoptar augmentar una menys compacta.

## Química física
La relació àrea-volum és un factor important en la reactivitat química de les reaccions que involucren un material sòlid, ja que és un dels factors que determinen la velocitat amb la que ocorre una reacció química. Els materials que en una gran relació d'àrea superficial comparada amb el seu volum (o sia, diàmetres molt petits o extremadament porosos o que no són compactes), reaccionen a velocitats molt més ràpides que no pas aquells materials monolítics, ja que tenen una major àrea exposada a reaccionar.
Una alta relació àrea-volum proporciona una gran "força impulsora" per accelerar els processos termodinàmics que minimitzen l'energia lliure termodinàmica.

## Fisiologia
La relació àrea-volum de les cèl·lules i dels organismes té un gran impacte en la seva biologia (la fisiologia, el comportament i altres qualitats). Per exemple, molts microrganismes aquàtics han incrementat la seva àrea superficial que fa que redueixi la seva taxa d'enfonsament i els permet mantenir-se prop de la àrea amb menor despesa d'energia. Entre altres aspectes, les altes relacions entre àrea i volum presenten problemes de control de la temperatura en ambients desfavorables.

## Exemple
Com es pot veure en la taula de sota, l'esfera és el sòlid que té la menor relació àrea/volum per a un volum fix, o sia, que és la forma més compacta.
| Cos        |            | Llargada {\displaystyle a} | Àrea                                             | Volum                                                | Relació SA/V                                                                                         | Relació SA/V per a un volum unitari |
| ---------- | ---------- | -------------------------- | ------------------------------------------------ | ---------------------------------------------------- | --- | ----------------------------------- |
| Tetraedre  | Tetraedre  | costat                     | {\displaystyle {\sqrt {3}}a^{2}}                 | {\displaystyle {\frac {{\sqrt {2}}a^{3}}{12}}}       | {\displaystyle {\frac {6{\sqrt {6}}}{a}}\approx {\frac {14.697}{a}}}                                 | 7.21                                |
| Cub        | Cub        | costat                     | {\displaystyle 6a^{2}}                           | {\displaystyle a^{3}}                                | {\displaystyle {\frac {6}{a}}}                                                                       | 6                                   |
| Octaedre   | Octaedre   | costat                     | {\displaystyle 2{\sqrt {3}}a^{2}}                | {\displaystyle {\frac {1}{3}}{\sqrt {2}}a^{3}}       | {\displaystyle {\frac {3{\sqrt {6}}}{a}}\approx {\frac {7.348}{a}}}                                  | 5.72                                |
| Dodecaedre | Dodecaedre | costat                     | {\displaystyle 3{\sqrt {25+10{\sqrt {5}}}}a^{2}} | {\displaystyle {\frac {1}{4}}(15+7{\sqrt {5}})a^{3}} | {\displaystyle {\frac {12{\sqrt {25+10{\sqrt {5}}}}}{(15+7{\sqrt {5}})a}}\approx {\frac {2.694}{a}}} | 5.31                                |
| Icosaedre  | Icosaedre  | costat                     | {\displaystyle 5{\sqrt {3}}a^{2}}                | {\displaystyle {\frac {5}{12}}(3+{\sqrt {5}})a^{3}}  | {\displaystyle {\frac {12{\sqrt {3}}}{(3+{\sqrt {5}})a}}\approx {\frac {3.970}{a}}}                  | 5.148                               |
| Esfera     | Esfera     | radi                       | {\displaystyle 4\pi r^{2}}                       | {\displaystyle {\frac {4\pi r^{3}}{3}}}              | {\displaystyle {\frac {3}{r}}}                                                                       | 4.836                               |